# 圣方济各沙勿略堂 (圣路易斯)
圣方济各沙勿略堂（St. Francis Xavier College Church）是美国密苏里州圣路易斯的一座天主教教堂，位于中城历史街区。该堂由耶稣会创建，属于天主教圣路易斯总教区和圣路易斯大学，1976年，该堂被列为圣路易斯的城市地标，1978年又被列入国家史迹名录。

## 历史
该堂创建于1836年，在那一年主教批准耶稣会在他们的大学里成立堂区。它是圣路易斯的第一个英语堂区。 最初仅服务于该校的大学生，位于华盛顿大道的9街与10街之间。1840年4月12日开工建造教堂，位于9街和Christy大道。并且开始供奉圣方济各沙勿略，俗称为大学教堂。
1867年，圣路易斯大学搬迁到现在的地址。总主教在1879年批准在新校园建造大学教堂。设计者是曾为大学设计第一座校舍的圣路易斯建筑师 Thomas Walsh。新教堂于1884年6月8日开工建造。 Walsh去世后，主教又聘请芝加哥建筑师Bronsgeest，模仿爱尔兰科夫的聖歌曼主教座堂。该堂完成于1898年，但尖顶到1914年2才完成。